# Atrophy (Kurzfilm)
Atrophy (deutsch Atrophie) ist ein südafrikanischer Kurzfilm von Palesa Shongwe aus dem Jahr 2009. In Deutschland feierte der Film am 8. Mai 2011 bei den Internationalen Kurzfilmtagen in Oberhausen Premiere.

## Handlung
Wie die Räume sich beim Übergang in das Erwachsenenalter verengen und entmystifizieren behandelt dieses Werk Shongwes. Er ist eine Hommage an die Musik und die Jugend, welche beide auch die Hauptträger des Films sind.

## Kritiken
„Der Film ‚Atrophy‘ ist eine gelungene Komposition aus Tanz, Poesie, Musik und dokumentarischen Aufnahmen. Eine junge Südafrikanerin drückt im Tanz, der Gemeinschaft stiftet und an ihre kulturelle Tradition erinnert, ihre Sehnsucht nach Freiheit aus. Zugleich befürchtet sie, dass der Raum, den sie im Tanz entfaltet, von den Lebensbedingungen der Townships zunehmend eingeschränkt wird. Im Rhythmus des Körpers bilden sich Freiräume, die den wachsenden gesellschaftlichen Einschränkungen widerstehen.“

## Auszeichnungen
Internationale Kurzfilmtage Oberhausen 2011
- Preis der Ökumenischen Jury